# Taroch
Taroch (Tiroch) fou un estat tributari protegit del grup d'estats de les Muntanyes Simla, dependent del govern del Panjab. La superfície era de 174 km² i el formaven 44 pobles amb una població el 1881 de 3.216 habitants i el 1901 de 4.411 habitants. Els ingressos estimats eren de 600 lliures. Tenia un exèrcit de 80 homes.
Es va fundar al segle XV per part de Rana Kishan Singh i fou dependent del principat de Sirmoor. El 1805, regnant Lacchu Singh, fou ocupat pels gurkhes. Quan va passar a domini britànic el 1815 el sobirà nominal era Thakur Karam Singh, que havia succeït al seu pare Lacchu (mort el 1815), però per rao de la seva avançada edat i malaltia l'administració estava en mans del seu germà Jhobu. Aquest va rebre un sanad el 1819 que li concedia la sobirania a la mort del seu germà; després d'una breu dominació de Jubbal un nou sanad va confirmar a Thakur Ranjit Singh el 1843; en aquest sanad els treballs forçats foren substituïts per un pagament de 28 lliures. El 1871 va començar a governar Thakur Kedar Singh, que era menor i l'administració va estar en mans d'un consell. El 1902 va pujar al tron Thakur Surat Singh, també menor, i l'administració va quedar en mans del wazir.

## Llista de thakurs (fins a 1815 i després de 1929 ranes)
- LACCHU SINGH 1787-1815
- KARAM SINGH 1815-1819 (fill)
- JHOBU SINGH 1819-1838 (germà)
- SHYAM SINGH 1838-1841 (fill)
- Ocuppació de Jubbal 1841-1843
- RANJIT SINGH 1843-1871 (fill de Karam Singh)
- KEDAR SINGH 1871-1902 (net)
- SURAT SINGH 1902-1944 (fill)
- BALJIT SINGH 1944-1948 (fill)